# 特鲁斯维尔 (阿拉巴马州)
特鲁斯维尔（英語：Trussville），是美国阿拉巴马州下属的一座城市。面积约为33.03平方英里（约合85.54平方公里）。根据2010年美国人口普查，该市有人口19,933人，人口密度为603.5/平方英里（约合233.03/平方公里）。